# Microsoft Teams
Microsoft Teams (abgekürzt „Teams“ oder „MS Teams“) ist eine von Microsoft entwickelte Plattform, die Chat, Teams, Besprechungen, Notizen und Anhänge kombiniert. Der Dienst ist in die Microsoft 365-Suite mit Microsoft Office und Skype/Skype for Business integriert. Die Hilfe- und FAQ-Inhalte von Microsoft Teams sind in 37 Sprachen verfügbar. Zudem bietet die Kollaborationssoftware Erweiterungen, die in Produkte von Drittanbietern integriert werden können. Microsoft startete den Dienst am 14. März 2017 weltweit.

## Geschichte
Am 4. März 2016 wurde bekannt, dass Microsoft erwogen habe, 8 Milliarden US-Dollar für Slack zu bieten, aber Bill Gates empfahl, sich auf die Verbesserung von Skype for Business zu konzentrieren. Qi Lu, Executive Vice President Applications und Services, war der Vorreiter bei den Kaufüberlegungen von Slack, verließ aber Microsoft im gleichen Jahr.
Am 2. November 2016 gab Microsoft bekannt, Microsoft Teams als direkten Slack-Konkurrenten zu veröffentlichen. Slack schaltete eine ganzseitige Anzeige in der New York Times, in der der konkurrierende Dienst bestätigt wurde. Obwohl Slack von 28 Unternehmen der Fortune-100-Gruppe verwendet wird, schrieb The Verge, dass die verantwortlichen Entscheider den Service in Frage stellen werden, wenn Microsoft Teams eine ähnliche Funktion im vorhandenen Office-365-Abonnement ihres Unternehmens ohne zusätzliche Kosten anbietet. ZDNet berichtete, dass die Unternehmen nicht um dieselbe Zielgruppe konkurrierten, da bei Microsoft Teams Mitglieder außerhalb der Organisation der Plattform nicht beitreten können und kleine Unternehmen und Freiberufler wahrscheinlich nicht wechseln würden. Microsoft plante jedoch, diese Funktionalität hinzuzufügen. Als Reaktion auf die Ankündigung von Teams vertiefte Slack die Produktintegration mit Google-Diensten.
Am 3. Mai 2017 gab Microsoft bekannt, dass Teams Microsoft Classroom in Office 365 Education (früher als Office 365 for Education bekannt) ersetzen wird.
Am 7. September 2017 erhielten einige Anwender nach der Anmeldung an Skype for Business den Hinweis, dass aus Skype for Business Microsoft Teams wird. Die Ablösung von Skype for Business Online war für den 31. Juli 2021 geplant. Auf der jährlichen Ignite-Konferenz von Microsoft am 25. September 2017 wurde dies bestätigt. Mittlerweile kann man diese Software nicht mehr nutzen.
Am 12. Juli 2018 kündigte Microsoft eine kostenlose Version von Microsoft Teams an, bei der die Anzahl der Nutzer und die Speicherkapazität begrenzt wurden.
Seit September 2017 kann man auch externe Nutzer für die Zusammenarbeit in Microsoft Teams einladen. Voraussetzung dafür war ein Microsoft-Account. 2018 wurde die Plattform dann auch für Externe ohne Microsoft-Account geöffnet. Gastbenutzern steht Microsoft Teams nach wie vor mit einem eingeschränkten Funktionsumfang zur Verfügung.
Am 24. September 2018 nannte Microsoft die Teams-Anwendung die am schnellsten wachsende Business-Applikation der Microsoft-Geschichte. Im November 2019 wurden erstmals 20 Millionen täglich aktive Benutzer erreicht. Diese Entwicklung wurde im März 2020 durch die COVID-19-Pandemie weiter verstärkt. Innerhalb einer Woche stieg die Zahl der täglich aktiven Nutzer um mehr als 12 Millionen auf 44 Millionen Nutzer.

### Microsoft Teams Essentials
Für den 12. April 2023 kündigte die Aktiengesellschaft Microsoft das Ende der kostenlosen Nutzung an. Daten nicht umgestiegener Kunden löscht man. Teams Essentials wird für 3,70 € (Preis zzgl. MwSt.) im Monat angeboten. Beim Kauf schließt man ein Jahresabonnement mit automatischer Verlängerung ab. Gruppenbesprechungen kann man bei Abschluss eines Abos von 60 Minuten auf 30 Stunden verlängern. Die Teilnehmer, die auf 100 begrenzt waren, sind jetzt um 200 auf 300 Teilnehmer gestiegen. Außerdem gibt es anstatt nur 5 GB Cloudspeicher 10 GB Cloudspeicher.

### Microsoft Teams EEA
Am 1. Oktober 2023 änderte Microsoft die (B2B) Enterprise Pläne für den Europäischen Wirtschaftsraum (EWR) und die Schweiz. Teams wird aus den Microsoft 365 E3/E5- und Office 365 E1/E3/E5-Plänen entfernt. Es ist schwer vorstellbar, dass Unternehmen Microsoft 365 / Office 365 Enterprise ohne Teams nutzen werden, daher müssen sie Teams extra kaufen und so 3 EUR mehr bezahlen für den Plan Microsoft Teams EEA.

## Ausfälle
Teams wird nicht On-Prem angeboten, sondern ist eine reine Cloud-Anwendung. Der Betrieb ist daher komplett zu Microsoft ausgelagert und muss im Abo gemietet werden. Dort kam es immer wieder zu Ausfällen, wodurch der Dienst längere Zeit nur eingeschränkt oder gar nicht nutzbar war:
- Am 24. Januar 2019 fielen die Microsoft-365-Clouddienste großflächig aus, da ein Teil der Azure Active Directory Domaincontroller nicht mehr antworteten.[24]
- Ein großflächiger Ausfall in der Microsoft Cloud umfasste Teams und andere Microsoft 365 Clouddienste am 30. Januar 2019. Am Morgen des darauffolgenden Tages war ein Teil der Dienste wieder verfügbar.[25]
- Im Februar 2020 war Teams für mehrere Stunden gestört, da Microsoft vergessen hatte, ein TLS-Zertifikat rechtzeitig zu verlängern. Die Nutzung von Chats und Konferenzen war nicht möglich. Dies sorgte für Spott in den Sozialen Netzwerken. Unter anderem, weil Zertifikate üblicherweise automatisch verlängert werden.[26] Kostenlose Angebote sind seit Jahren verfügbar, beispielsweise Let’s Encrypt.
- Durch eine fehlerhafte Änderung von Microsoft im Azure Active Directory verursachte der Konzern einen weltweiten Ausfall aller Clouddienste am 29. September 2020. Zunächst wurde dies als Störung in den USA kommuniziert, betraf jedoch alle Nutzer weltweit. Microsoft machte die Änderung rückgängig, dies löste die Probleme jedoch nicht. Der Konzern rief dazu auf, dass Nutzer ihre Sitzungen nicht schließen sollten, da der Fehler die Anmeldung verhinderte.[27]
- Microsoft löschte am 16. März 2021 fälschlicherweise einen Schlüssel im Clouddienst Azure Active Directory. Dadurch konnten sich Nutzer vormittags an sämtlichen Cloud-Anwendungen von Microsoft nicht anmelden, darunter auch Teams.[28]
- Ab Mittag des 27. April 2021 bemerkten Nutzer verschiedene Störungen: Bei manchen funktionierte bereits die Anmeldung in Teams nicht. Andere klagten, dass Kanäle fehlten, in denen sie Mitglied sind. Auch das Verfassen von Nachrichten war bei einigen nicht möglich. Microsoft bestätigte den Ausfall, laut dem Konzern wurde das Problem am späteren Nachmittag behoben.[29]
- Eine umfangreiche Störung in Microsofts Azure-Cloud führte ab dem Morgen des 25. Januar 2023 zu einem kompletten Ausfall, der auch weitere Microsoft 365 Dienste wie beispielsweise Outlook oder SharePoint betraf, die auf Azure gehostet werden. Erst am Nachmittag waren die Dienste wieder verfügbar.[30] Durch die nachfolgende Analyse wurde bekannt, dass eine mangelnde Qualitätskontrolle durch Microsoft ursächlich war. Durch eine ordnungsgemäße Prüfung der Änderung hätte die Verteilung des fehlerhaften Updates vorzeitig erkannt und verhindert werden können.[31]
- Am 20. April 2023 meldet Microsoft unterschiedliche Probleme mit den Microsoft 365 Clouddiensten. Eine Reihe an Diensten war betroffen, unter anderem auch Teams. Die genauen Fehler variierten bei den Nutzern: Bei einigen funktionierte bereits die Anmeldung an ihrem Konto nicht. Bei anderen fehlten Cloud-Anwendungen. Auch kam es zu Fehlermeldungen, dass Lizenzen fehlten und die IT-Abteilung diese kaufen solle. Laut dem Konzern seien diese Fehlermeldungen aber fehlerhaft entstanden, obwohl die Kunden für die Lizenzen im Rahmen ihres Abonnements bereits bezahlt hatten.[32] Microsoft verwies auf einen Fehlercode, nach dem Betroffene im Admin-Center suchen sollten. Dies wurde auf Twitter kritisiert, da das Admin-Center bei einigen Kunden nicht funktionierte und somit Twitter für sie der einzige Kommunikationskanal zum Support war. Die Ursache wurde von Microsoft nicht genannt, sie bestätigten nur eine hohe CPU-Auslastung ihrer Backend-Systeme.[33]
- Die Suchfunktion war am 24. April 2023 in zahlreichen Microsoft 365 Anwendungen (darunter u. a. Teams) ausgefallen. Dem Nutzer wurde dies nicht angezeigt. Stattdessen endete jede Suche ohne Ergebnisse, obwohl passende Inhalte vorhanden gewesen wären. Erste Nutzer meldeten das Problem am frühen Morgen. Es bestand den ganzen Tag über. Microsoft gab am Abend lediglich bekannt, man sei bei den Tests für eine mögliche Lösung weiter gekommen, doch sie benötigen mehr Zeit.[34]

## Technik
Ursprünglich setzte Teams auf Electron. Das Framework ermöglicht es, Webanwendungen ähnlich wie Desktop-Programme auszuführen. Vereinfacht gesagt wird dabei ein kompletter Webbrowser in das Programm eingebettet, der zudem weniger Einschränkungen als ein normaler Browser aufweist – beispielsweise ist Zugriff auf das Dateisystem möglich. Dies hat Vor- und Nachteile. Zu den Vorteilen zählt etwa, dass keine getrennten Programme für Web und Desktop entwickelt werden müssen. Dafür entsteht beim Benutzer ein vergleichsweise hoher Ressourcenverbrauch. So gibt es Anleitungen, die vor allem den Arbeitsspeicherverbrauch reduzieren sollen. Im Alltag verbraucht Teams mehrere hundert Megabyte und kann sogar die Grenze zu 1 GB überschreiten.
Für Teams Version 2.0 kündigt der Konzern eine Reihe an technischen Änderungen an: Zukünftig soll WebView2 eingesetzt werden. Sie wird auch vom Edge-Webbrowser verwendet. Die Browser-Engine bleibt damit jedoch im Kern unverändert. Electron setzt auf die Chromium-Engine. Während Edge früher eine eigene Engine einsetzte, nutzt das neuere WebView2 ebenfalls Chromium. Statt des JavaScript Frameworks Angular möchte Microsoft React verwenden. Das Unternehmen verspricht sich von diesen Änderungen eine bessere Performance sowie einen geringen Verbrauch von Ressourcen.